# Sodus
Sodus és una població dels Estats Units a l'estat de Nova York. Segons el cens del 2000 tenia 1.735 habitants.

## Demografia
Segons el cens del 2000, Sodus tenia 1.735 habitants, 694 habitatges, i 439 famílies. La densitat de població era de 720,3 habitants per km².
Dels 694 habitatges en un 35,3% hi vivien nens de menys de 18 anys, en un 42,7% hi vivien parelles casades, en un 17,1% dones solteres, i en un 36,7% no eren unitats familiars. En el 29,7% dels habitatges hi vivien persones soles el 15,1% de les quals corresponia a persones de 65 anys o més que vivien soles. El nombre mitjà de persones vivint en cada habitatge era de 2,5 i el nombre mitjà de persones que vivien en cada família era de 3,1.
Per edats la població es repartia de la següent manera: un 29,9% tenia menys de 18 anys, un 8,9% entre 18 i 24, un 28,1% entre 25 i 44, un 19,9% de 45 a 60 i un 13,3% 65 anys o més.
L'edat mediana era de 35 anys. Per cada 100 dones de 18 o més anys hi havia 81,1 homes.
La renda mediana per habitatge era de 33.603 $ i la renda mediana per família de 39.911 $. Els homes tenien una renda mediana de 31.875 $ mentre que les dones 23.315 $. La renda per capita de la població era de 15.199 $. Entorn del 12,6% de les famílies i el 15,9% de la població estaven per davall del llindar de pobresa.